# Pianoduo Kolacny

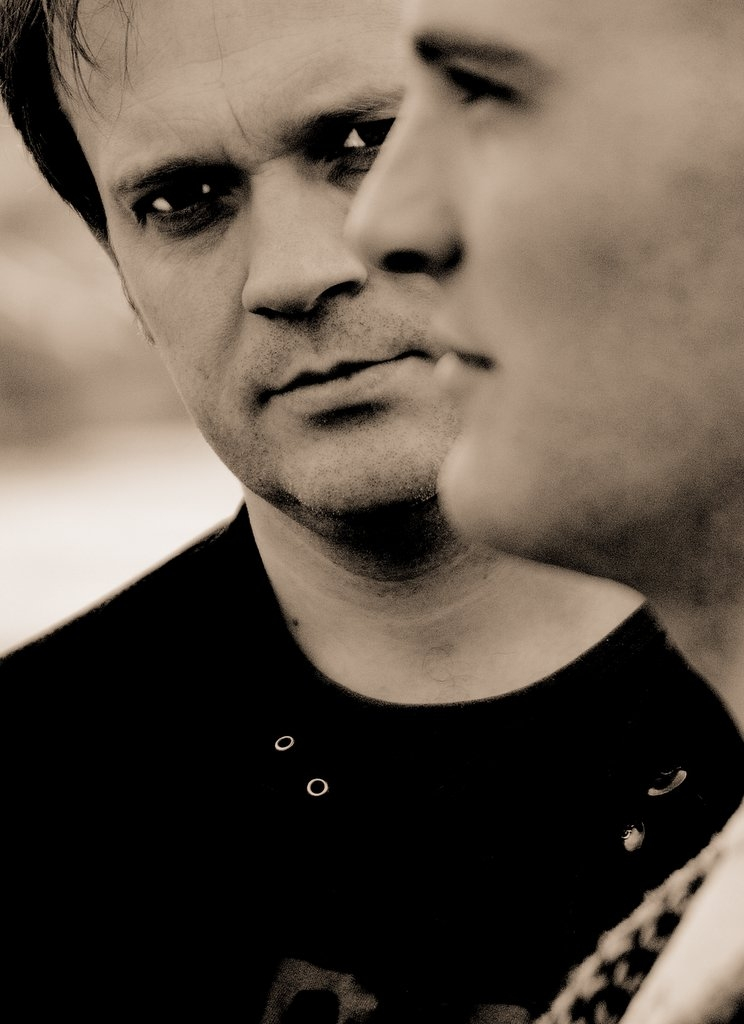
Pianoduo Kolacny

Pianoduo Kolacny is een Belgisch pianoduo bestaande uit de gebroeders Stijn Kolacny en Steven Kolacny. 
Hun uit Tsjechië afkomstige muzikale grootvader vluchtte uit Oostenrijk voor het opkomende nazisme. De broers Kolacny kregen al vroeg thuis een muzikale opvoeding. Ze speelden ook van jongs af aan vierhandig piano. 
Ze volgden beiden een klassieke piano-opleiding via het deeltijds kunstonderwijs. Later ging Steven naar het Koninklijk Conservatorium Brussel waar hij studeerde bij onder andere André De Groote. Stijn volmaakte zijn opleiding in het Lemmensinstituut in Leuven. Later vervolmaakten ze zich nog onder meer in de masterclasses van Alfons Kontarsky in Salzburg.
Ze voerden werken uit van de romantiek tot en met hedendaags klassiek, dikwijls werk van componisten die het speciaal voor het duo componeren. Ze werken ook samen met niet-klassieke muzikanten zoals Jasper Steverlinck, Regi Penxten of Koen Buyse. 
Door het succes van het door hen opgerichte meisjeskoor Scala & Kolacny Brothers geraakte hun pianoduo-activiteit wat op de achtergrond.

## Beknopte discografie
- 1996: Dansen en variaties - Johannes Brahms bij Eufoda
- 1996: Musica A Quattro Mani bij Eufoda
- 1997: Piet Swerts, pianomuziek van 1985 tot 1995 bij Eufoda
- 1997: Fantasie D.940 / Rondo D.608 / Rondo D.951 - Franz Schubert
- 1998: La Magie de Satie - Erik Satie bij Universal
- 1998: Uit Het Boheemse Woud/ Legenden - Antonín Dvořák bij Eufoda
- 2000: Slavische dansen - Antonín Dvořák, bij Eufoda
- 2000: Arthur en Herman Meulemans - Arthur Meulemans & Herman Meulemans
- 2002: Hongaarse dansen van Johannes Brahms, uitgegeven bij Etcetera
- 2004: Residentieconcerten Den Haag 2003-2004, uitgegeven bij Muziekcentrum Vlaanderen

- International Standard Name Identifier: 0000 0001 0679 0400
- Library of Congress Control Number: n99271091
- Virtual International Authority File: 121039240